# بنفشه اولوپو
 بنفشه اولوپو(نام علمی: Viola chamissoniana) نام یک گونه از سرده بنفشه است.